# Bitwa w rejonie Dubno – Łuck – Brody
Bitwa w rejonie Dubno – Łuck – Brody – bitwa pancerna podczas II WŚ, stoczona na froncie wschodnim pomiędzy III i XLVIII Korpusem Zmotoryzowanym niemieckiej 1 Grupy Pancernej a sześcioma korpusami zmechanizowanymi radzieckich 5 i 6 Armii w trójkącie uformowanym przez miasta Dubno, Łuck i Brody na Ukrainie (właśc. na terenie okupowanej II RP) pomiędzy 23 a 30 czerwca 1941 roku. Bitwa ta była znana w radzieckiej historiografii jako część obronnych bitew granicznych. W wyniku walk oddziały Armii Czerwonej poniosły ciężkie straty (szczególnie w czołgach) zadając niewielkie straty wojskom niemieckim. Problemy logistyczne Armii Czerwonej, niemieckie panowanie w powietrzu, a także zamieszanie i załamanie się dowództwa Armii Czerwonej zapewniły zwycięstwo Niemców, pomimo liczebnej i technologicznej przewagi wojsk radzieckich. Była to jedna z najbardziej zawziętych bitew pancernych w początkowej fazie operacji „Barbarossa” i jedna z największych bitew pancernych II wojny światowej.

## Wstęp
Niemiecka 1 Grupa Pancerna dowodzona przez gen. płk. Ewalda von Kleista miała za zadanie zabezpieczyć przyczółki na rzece Bug i nacierać w kierunku Równego i Korostenia ze strategicznym celem jakim było zajęcie Kijowa. Grupa pancerna wystawiła do walki dwa korpusy, które nacierały pomiędzy Lwowem a Równem w celu przecięcia linii kolejowej Lwów–Kijów, tym samym wbijając klin pomiędzy radzieckie: 5 i 6 Armię.
Front Południowo-Zachodni, pod dowództwem gen. Michaiła Kirponosa, otrzymał niedokładne informacje wywiadowcze na temat wielkości i kierunków natarcia oddziałów niemieckich. Kirponos był zaskoczony, kiedy otrzymał rozkaz Stawki o przeprowadzeniu generalnego kontrataku pod tytułem dyrektywy nr 3 zatwierdzonej przez szefa Sztabu Generalnego Gieorgija Żukowa. Większość osób w kwaterze głównej była przekonana, że głównym zamiarem było pozostanie w defensywie, dopóki sytuacja na froncie nie stanie się jasna. W późniejszym czasie Iwan Bagramian, oficer sztabu kwatery głównej na froncie, który napisał początkowy raport do Moskwy, powiedział, że „nasz pierwszy raport bojowy wysłany do Moskwy był bardzo ogólny i pełny niejasnych instrukcji”. Rozkazy generalne dyrektywy nr 3 mówiły:
Utrzymując silne pozycje obronne na granicy z Węgrami 5 i 6 Armia mają wykonać uderzenie w kierunku Lublina, wykorzystując w tym celu pięć korpusów zmechanizowanych i lotnictwo frontu, w celu okrążenia i zniszczenia zgrupowania przeciwnika w rejonie miast Włodzimierz Wołyński–Krystonopol i pod koniec 24 czerwca zająć rejon Lublina.
Pod koniec 22 czerwca Żukow był w drodze do kwatery głównej Frontu Południowo-Zachodniego znajdującej się w Tarnopolu razem z Nikitą Chruszczowem, byłym przywódcą departamentu organizacyjnego Komitetu Centralnego Komunistycznej Partii (bolszewików) Ukrainy, w celu upewnienia się, że rozkazy zostały wykonane.

## Rozkład sił obu stron
Sześć radzieckich korpusów zmechanizowanych, z ponad 2500 czołgami, zostały skupione do wzięcia udziału w skoncentrowanym kontrataku na flanki 1 Grupy Pancernej. Zamiarem było przeprowadzenie w późniejszym czasie natarcia oskrzydlającego z północy (radziecka 5 Armia) i z południa (radziecka 6 Armia), które miały się spotkać na zachód od Dubna w celu okrążenia niemieckich 6 i 17 Armii na północnej flance Grupy Armii „Południe”. Żeby to osiągnąć 8 Korpus Zmechanizowany został przeniesiony z 26 Armii do rejonu na południe od 6 Armii i umieszczony pod dowództwo gen. Iwana Muzyczenko – dowódcę 6 Armii. Spowodowało to przesunięcie wszystkich mobilnych jednostek Frontu Południowo-Zachodniego do odparcia natarcia von Kleista w kierunku Kijowa. Głównymi niemieckimi formacjami piechoty znajdującymi się w tym rejonie był IV Korpus Armijny pod dowództwem gen. Viktora von Schwedlera wchodzącego w skład 17 Armii dowodzonej przez gen. Carla-Heinricha von Stülpnagela, który nacierał w kierunku południowo-wschodnim z zamiarem przecięcia linii kolejowej Lwów–Kijów.

## Siły obu stron w czołgach
22 czerwca 1941 roku siły obu stron w czołgach w rejonie operacyjnym Grupy Armii „Południe” i Frontu Południowo-Zachodniego podczas bitwy wyglądały następująco:
| Niemieckie korpusy                                | Niemieckie dywizje | Łączna liczba niemieckich czołgów | Czołgi z 37 mm armatą (w tym PzKpfw 38(t) i PzKpfw III) | Czołgi z 50 mm lub większą armatą (w tym PzKpfw III i PzKpfw IV) |
| ------------------------------------------------- | ------------------ | --------------------------------- | ------------------------------------------------------- | ---------------------------------------------------------------- |
| III Korpus Zmotoryzowany                          | 13, 14             | 296                               | 42                                                      | 140                                                              |
| XLVIII Korpus Zmotoryzowany                       | 11, 16             | 289                               | 47                                                      | 135                                                              |
| XIV Korpus Pancerny                               | 9                  | 143                               | 11                                                      | 80                                                               |
| Jakakolwiek inna jednostka Grupy Armii „Południe” |                    | 0                                 | 0                                                       | 0                                                                |
| Razem                                             |                    | 728                               | 100                                                     | 355                                                              |

| Radzieckie korpusy                  | Radzieckie dywizje       | Łączna liczba radzieckich czołgów | Czołgi z armatą 76 mm (tylko czołgi nowe T-34 i KW) |
| ----------------------------------- | ------------------------ | --------------------------------- | --------------------------------------------------- |
| 4 Korpus Zmechanizowany             | 8., 32., 81.             | 979                               | 414                                                 |
| 8 Korpus Zmechanizowany             | 12., 34., 7.             | 899                               | 171                                                 |
| 9 Korpus Zmechanizowany             | 20., 35., 131.           | 316                               | 0                                                   |
| 15 Korpus Zmechanizowany            | 10., 37., 212.           | 749                               | 136                                                 |
| 19 Korpus Zmechanizowany            | 40., 43., 213.           | 453                               | 5                                                   |
| 22 Korpus Zmechanizowany            | 19., 41., 215.           | 712                               | 31                                                  |
| Czołgi w różnych innych jednostkach | dywizje strzeleckie itp. | nie wliczone                      | –                                                   |
| Razem                               |                          | 4108                              | 757                                                 |

## Walki w powietrzu

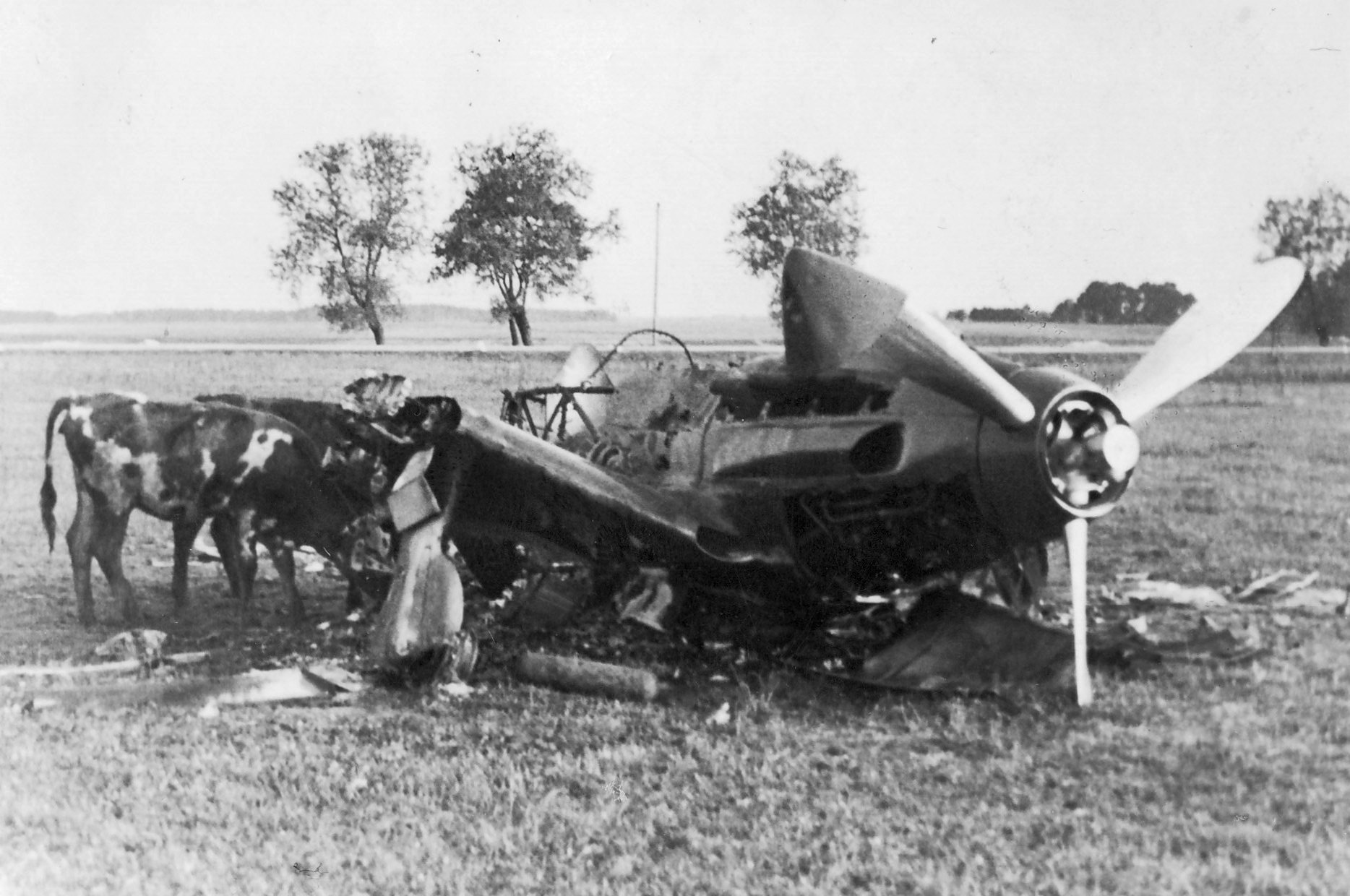
Zniszczony radziecki myśliwiec MiG-3 podczas pierwszych dni operacji „Barbarossa”

Stan Wojskowych Sił Powietrznych przydzielonych do Frontu Południowo-Zachodniego był taki sam jak na całej linii frontu – większość radzieckich samolotów została zniszczona na ziemi z powodu samego Stalina, który zignorował wiadomości wywiadu o tym, że niemiecki atak był bliski, odmawiając postawienia radzieckich sił w stan alarmowy. Dla przykładu 17 Pułk Lotnictwa Myśliwskiego porucznika Archipenko został całkowicie zniszczony na ziemi trzeciego dnia wojny. Pozostałości pułku, składające się tylko z dziesięciu I-153 i jednego MiGa-1, zostały wycofane na rezerwowe lotnisko niedaleko Równego. Pomimo tych katastrofalnych strat Rosjanie wysłali swoje ocalałe samoloty do wsparcia własnej ofensywy.
Podczas bitwy powietrznej Rosjanie ponieśli ciężkie straty. Jagdgeschwader 3, należący do IV Korpusu Lotniczego, zestrzelił 24 radzieckie Tupolewy SB pierwszego dnia. Wśród strat był dowódca 84 Pułku Lotnictwa Bombowego, podpułkownik Sorokin. Zaledwie 20 z początkowej liczby 251 SB ocalało. Niemieckie straty także były ciężkie – 28 zniszczonych i 23 uszkodzonych samolotów (w tym 8 He 111 i Ju 88). Działania Wojskowych Sił Powietrznych okazały się jednak mieć skutek, jako że lotnictwo Frontu Południowo-Zachodniego wykonało 523 loty bojowe pomiędzy 22 a 24 czerwca, zrzucając 2500 bomb. Gustav Shrodek, dowódca 15 Pułku Pancernego 11 Dywizji Pancernej, tak opisał zdarzenia: „O świcie 24 czerwca pułk został po raz pierwszy zaatakowany przez rosyjskie bombowce. Nie był to jednak jedyny nalot tego dnia, wręcz przeciwnie. Z powodu ciągłych ataków powietrznych pułk poniósł duże straty wśród zabitych i rannych”. Prawie całkowite panowanie Luftwaffe w powietrzu miało się okazać główną przyczyną powstrzymania radzieckiego kontrataku.

## Mobilizacja
Atak wiązał sześć korpusów zmechanizowanych pod dowództwem 5 Armii na północy i pod dowództwem 6 Armii na południu, pod generalnym przywództwem dowódcy Frontu Południowo-Zachodniego Kirponosa. Pod dowództwem 5 Armii 9 Korpus Zmechanizowany Konstantyna Rokossowskiego i 19 Korpus Zmechanizowany Nikołaja Fieklenka miały się skoncentrować na północny zachód od Równego, podczas gdy 22 Korpus Zmechanizowany miał się zgromadzić na północny wschód od Łucka. Na południu, pod dowództwem 6 Armii, 8 Korpus Zmechanizowany Dmitrija Riabyszewa i 15 Korpus Zmechanizowany gen.mjr. Ignacego „Hnata” Karpezo miały się skoncentrować na południowy zachód i północny wschód od Brodów, a 4 Korpus Zmechanizowany Andrieja Własowa miał się skoncentrować między Sokalem a Radziechowem, na lewej flance 15 Korpusu Zmechanizowanego. Plan rozkazywał tym formacjom skoncentrować się i rozpocząć działania ofensywne o godz. 22:00 23 czerwca, 36 godzin po niemieckiej inwazji, w próbie zaskoczenia przeciwnika i zanim on mógł umocnić swoje zdobyte pozycje poprzez ściągniecie posiłków w celu wsparcia nacierającej 11 Dywizji Pancernej.

Manewry niemieckiej 11 Dywizji Pancernej podczas bitwy

Warunki były jednak bardzo ciężkie dla dowódców radzieckich korpusów: brak łączności, bezustanne ataki Luftwaffe, brak środków transportu. Ogromna liczba uchodźców oraz wycofujących się żołnierzy na drogach jeszcze bardziej utrudniały korpusom skoncentrowanie swoich sił na wyznaczonych pozycjach. Łączność pomiędzy dowództwem frontu a dowódcami poszczególnych armii była generalnie dobra, to jednak komunikacja z jednostkami na linii frontu była bardzo wadliwa, ponieważ była ona w dużej mierze uzależniona od cywilnej sieci telefonów i telegrafów. Niemieccy saperzy, ataki powietrzne i ukraińscy partyzanci nacjonalistyczni agresywnie atakowali te systemy. Wielu radzieckich dowódców jednostek na linii frontu było skazanych na używanie własnych urządzeń, a to z kolei miało duży wpływ na efektywność radzieckiego dowództwa i kontroli. W jednym przypadku dowódca 41 Dywizji Pancernej 22 Korpusu Zmechanizowanego nie wiedząc co robić z powodu braku rozkazów przesunął swoją dywizję w rejon Kowla, który wchodził w skład przedwojennego planu obronnego, tym samym oddalając swoją dywizję od pola bitwy. Kolejnym problemem był brak środków transportu dla oddziałów piechoty korpusów zmechanizowanych. Dywizje zmotoryzowane (tylko w nazwie) miały zaledwie połowę zakładanego etatu transportowego. Poszczególni dowódcy korpusów wymyślali improwizowane rozwiązania, by przesunąć swoje oddziały piechoty do punktów koncentracji.
Rokossowski otrzymał 200 ciężarówek z okręgu rezerwowego w Szepetówce, jednak mimo tego część jego żołnierzy była zmuszona do jeżdżenia na pancerzach czołgów. Większość żołnierzy musiała jednak iść, ponieważ ciężarówki transportowały bardzo ważną amunicję i zaopatrzenie. W jednym przypadku ciężkie działa artyleryjskie należące do 22 Korpusu Zmechanizowanego były zostawiane na drodze, by traktory mogły je ciągnąć na pole bitwy. Dowódca 19 Korpusu Zmechanizowanego podzielił swoje wojska na dwie formacje, z czołgami szybko jadącymi daleko przed piechotą, co spowodowało, że jego jednostki pancerne dotarły na pole bitwy kompletnie bez wsparcia własnej piechoty. Riabyszew, dowódca 8 Korpusu Zmechanizowanego, raportował te same problemy. Jego artyleria była ciągnięta przez niezwykle powolne traktory, które spowalniały marsz całej kolumny: „Kolumny poruszały się z największą prędkością. Niestety artyleria ciągnięta przez traktory zostawała bardzo daleko w tyle, różnica w prędkości spowalniała koncentrację całej jednostki”.

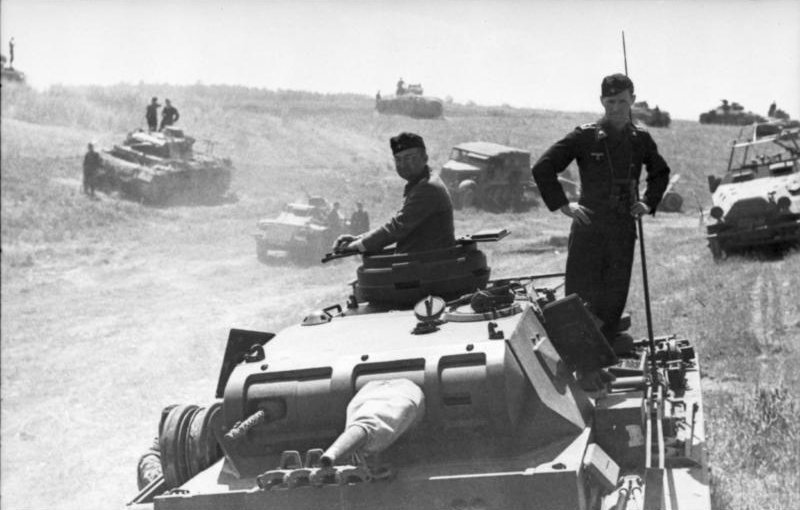
Niemieckie czołgi PzKpfw III należące do 13 Dywizji Pancernej w pierwszych dniach operacji „Barbarossa”

Powikłania te zostały spotęgowane przez pozorną niezdolność radzieckich dowódców do odpowiedniej oceny ataku oskrzydlającego w kontekście do szybko rozwijającego się niemieckiego kotła. Pomiędzy 22 a 24 czerwca 8 Korpus Zmechanizowany otrzymał rozkaz skoncentrowania się w trzech różnych lokalizacjach: oryginalny rozkaz od dowództwa frontu, nowy rozkaz od dowództwa 6 Armii i 24 czerwca jeszcze inny rozkaz od dowództwa frontu.
Riabyszew napisał później:
W drugiej połowie 25 czerwca jednostki korpusu znalazły się na północny zachód od Brodów. Podczas prawie 500 kilometrowego marszu korpus stracił połowę swoich starszych typów czołgów i znaczną część swojej artylerii i dział przeciwpancernych zarówno z powodu ataków powietrznych wroga, jak i usterek technicznych. Wszystkie czołgi znajdujące się jeszcze w służbie potrzebowały różnego rodzaju napraw i nie były w stanie operować na długich dystansach. Z tego powodu korpus znajdował się w bardzo osłabionym stanie, zanim kontrofensywa się jeszcze w ogóle rozpoczęła .
Z powodu tych i innych problemów, które trapiły jednostki mające wziąć udział w ataku czas rozpoczęcia operacji został przesunięty o sześć godzin na godz. 4:00 rano 24 czerwca. W momencie kiedy ta decyzja została podjęta, tj. wieczorem 23 czerwca, niecałe 48 godzin po niemieckiej inwazji, niemiecka 11 Dywizja Pancerna razem z 16 Dywizją Pancerną podążająca za nią weszły już ponad 60 km w głąb Związku Radzieckiego. Niemieckie 13 i 14 Dywizja Pancerna były już w drodze do Łucka z zadaniem sforsowania rzeki Styr, a 44, 298 i 299 Dywizja Piechoty poruszały się za dywizjami pancernymi, by wzmocnić natarcie. Pomimo opóźnionego terminu kontratak rozpoczął się tylko częściowo, ponieważ wszystkie siły niektórych jednostek nie były w stanie dotrzeć do swoich pozycji wcześniej niż po dwóch dniach. 4, 8, 9 i 19 Korpus Zmechanizowany wciąż znajdowały się w marszu na pole bitwy, a jednostki piechoty korpusów były jeszcze bardziej oddalone od miejsc koncentracji. Szef sztabu Kirponosa Maksim Purkajew był przeciwny komisarzowi politycznemu Frontu Południowo-Zachodniego, Nikołajowi Waszuginowi, jednak stanowisko Waszugina i Żukowa pozostało niezmienione: atak miał się rozpocząć bez opóźnień. Zaledwie dwie dywizje pancerne 15 Korpusu Zmechanizowanego na południu i jedna dywizja pancerna 22 Korpusu Zmechanizowanego na północy znajdowały się na pozycji do rozpoczęcia ataku 24 czerwca.

## Radzieckie kontrataki
Trzy radzieckie formacje wystawiły do walki silne oddziały pancerne złożone z nowoczesnych T-34 i KW: 4, 8 i 15 Korpus Zmechanizowany. W korpusach tych znajdowało się razem 717 czołgów tych typów, co stanowiło połowę z 1600 wyprodukowanych. Podczas bitwy skala zamierzonych operacji i dokładna rola każdego korpusu w planie była bardzo źle zakomunikowana lub w ogóle niekomunikowana. Riabyszew napisał, że „skład korpusów odpowiadał tylko za swoje cele w operacji”. Komunikacja pomiędzy poszczególnymi korpusami w celu uzgodnienia koordynacji była mała lub żadna.

### 10 Dywizja Pancerna

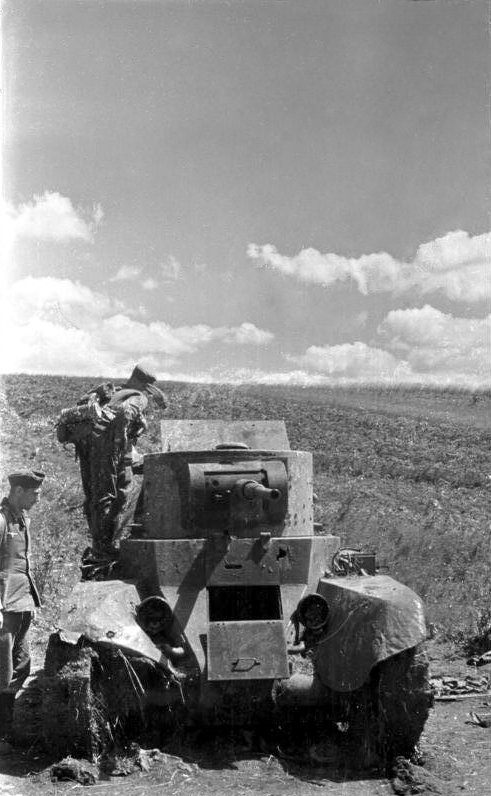
Niemieccy żołnierze oglądający porzucony radziecki czołg BT-5

Radziecka 10 Dywizja Pancerna wchodziła w skład 15 Korpusu Zmechanizowanego. 22 czerwca 1941 roku przednie bataliony dywizji odbiły Radziechów od niemieckiej piechoty, tracąc dwa czołgi. Następnego dnia dywizja starła się z niemiecką 11 Dywizją Pancerną w tym samym rejonie, niszcząc (według źródeł rosyjskich) 20 niemieckich czołgów, tracąc sześć T-34 i 20 BT. Wycofała się ona jednak w skoordynowany sposób z powodu braku amunicji. Według źródeł niemieckich, na polu bitwy pozostało 46 zniszczonych czołgów radzieckich, w tym cztery T-34. Z kolei straty niemieckiego 15 Pułku Pancernego (należącego do 11 DPanc), który brał udział w tych walkach, wyniosły jeden czołg bezpowrotnie zniszczony (PzKpfw III dowodzony przez mjr. Schimmelmanna) oraz nieznaną liczbę czołgów uszkodzonych. Według źródeł rosyjskich, 26 czerwca 1941 roku dywizja zniszczyła 23 niemieckie czołgi i jeden batalion piechoty niedaleko Radziechowa, tracąc 13 czołgów KW i 12 BT-7. Jednak tego dnia niemiecka dywizja, która rzekomo miała stracić te 23 czołgi, w praktyce zajęta była oczyszczaniem okolic Dubna z radzieckich niedobitków i nie zanotowała żadnych większych strat.

### 15 Korpus Zmechanizowany
15 Korpus Zmechanizowany posiadał 749 czołgów, w tym 136 T-34 i KW. Z powodu wielu sprzecznych rozkazów korpus spędził całą bitwę poruszając się chaotycznie w trójkącie Radziechów–Brody–Łuck. Oprócz dwóch starć stoczonych przez 10 Dywizję Pancerną jego jednostki nie uczestniczyły w walkach. 7 lipca 1941 roku korpus raportował, że znajduje się w Berezowce (300 km od granicy) z dziewięcioma procentami swoich czołgów.

### 22 Korpus Zmechanizowany
24 czerwca 1941 roku korpus zaatakował w kierunku Wojnicy. 29 czerwca meldował on, że posiada 19% ze swojej początkowej liczby czołgów. 1 lipca jeden z pułków korpusu zaatakował Dubno bez sukcesu. 15 lipca 1941 roku 22 Korpus Zmechaniozwany miał zaledwie 4% swojej początkowej liczby czołgów.

### 19 Korpus Zmechanizowany
26 czerwca korpus zaatakował w kierunku Dubna, jednak został powstrzymany na kilka kilometrów od miasta. 29 czerwca w swoim składzie miał tylko 32 czołgi z 453 na początku bitwy.

### 8 Korpus Zmechanizowany
8 Korpus Zmechanizowany Riabyszewa ostatecznie dotarł na pole bitwy 25 czerwca. 26 czerwca korpus zaatakował z sukcesem na kierunku Brody–Beresteczko przeciwko częściom niemieckiej 11 Dywizji Pancernej. Pomimo przypadkowych ustaleń radziecki korpus odniósł z początku sukces, zaskakując Niemców poza ich przygotowanymi pozycjami, niszcząc szybko ustanowione niemieckie pozycje przeciwpancerne obsadzone przez motocyklistów z XLVIII Korpusu Zmotoryzowanego. W późniejszym czasie 8 Korpus Zmechanizowany rozdzielił się na dwa zgrupowania: grupę Popiela i grupę Riabyszewa.

#### Grupa Popiela
Grupa Popiela miała około 300 czołgów, w tym ponad 100 T-34 i KW. 27 czerwca grupa Popiela zaskoczyła i pokonała awangardę 11 Dywizji Pancernej i wyzwoliła Dubno, węzeł komunikacyjny o strategicznym znaczeniu. Była to najbardziej udana akcja wojsk radzieckich, ponieważ odcięła ona linie zaopatrzeniowe 11 Dywizji Pancernej. Niestety nie zostało to wykorzystane przez radzieckie dowództwo, które nie zdołało nawiązać komunikacji z grupą Popiela i wysłać zaopatrzenie oraz posiłki. Grupa czekała w Dubnie i przygotowywała się do obrony, tracąc inicjatywę operacyjną.
Sytuacja była uważana za „poważną” przez niemieckie naczelne dowództwo. Generał Franz Halder napisał w swoim pamiętniku:
W sektorze Grupy Armii „Południe” ciężkie walki trwają na prawej flance 1 Grupy Pancernej. Rosyjski 8 Korpus Pancerny wbił głęboki klin w nasz front i znajduje się obecnie na tyłach 11 Dywizji Pancernej. Klin poważnie zakłócił nasze rejony tyłowe pomiędzy Brodami a Dubnem. Wróg zagraża Dubnie od południowego zachodu … przeciwnik posiada także wiele oddzielnych grup pancernych działających na tyłach 1 Grupy Pancernej, próbujących zająć wielkie przestrzenie .
Do 28 czerwca Niemcy zgromadzili olbrzymie siły w rejonie. Grupa Popiela została zaatakowana przez elementy 16 Zmotoryzowanej, 75 Dywizji Piechoty, dwóch innych dywizji piechoty i 16 Dywizji Pancernej. Okrążony w Dubnie Popiel bronił się do 1 lipca, kiedy został ostatecznie zmuszony do odwrotu.

#### Grupa Riabyszewa
Grupa Riabyszewa posiadała 303 czołgi, w tym 49 T-34 i 46 KW. 28 czerwca podczas próby podążania za grupą Popiela grupa Riabyszewa napotkała i zaatakowała niemieckie 57 i 75 Dywizję Piechoty oraz elementy 16 Dywizji Pancernej. Atak się nie udał i Rosjanie szybko się wycofali. 1 lipca Riabyszew raportował, że znajduje się w Tarnopolu z 207 czołgami, w tym 31 T-34 i 43 KW. Nie kontynuując walk 8 Korpus Zmechanizowany wycofał się do Koziatyna, gdzie 7 lipca 1941 roku posiadał 43 czołgi – 5% początkowej liczby czołgów.

### 4 Korpus Zmechanizowany
4 Korpus Zmechanizowany dowodzony przez Andrieja Własowa był najsilniejszy na Ukrainie mając w swoim składzie 979 czołgów, w tym 313 T-34 i 101 KW. Korpus powolnie zareagował na rozkazy i nie udało mu się skoncentrować wszystkich swoich sił na czas. Największym osiągnięciem korpusu było osłanianie wycofującego się 15 Korpusu Zmechanizowanego przed nacierającą niemiecką piechotą. Nie podejmując żadnych ataków, ani samemu nie będąc atakowanym 12 lipca korpus posiadał 6% KW, 12% T-34 i 4% lekkich czołgów z początkowej liczby wszystkich typów czołgów.
Oprócz tych kontrataków nie było więcej dużo znaczących akcji przeprowadzonych przez oddziały radzieckie podczas bitwy.

## Decyzja, niezdecydowanie i zamieszanie w dowództwie
Wpływ wahań i zamieszania w dowództwie 27 czerwca na wynik bitwy i niemiecki atak w głąb Ukrainy jest trudny do oszacowania.
Kiedy radzieckie siły wyzwoliły Dubno i odcięły przednie jednostki niemieckie Kirponos uważał, że ten sam niemiecki atak zagrażał oskrzydleniem i okrążeniem radzieckich wojsk atakujących od południa. Z tego powodu Kirponos rozkazał wstrzymanie ofensywy i wycofanie się w celu skrócenia własnego frontu „w celu uniemożliwienia niemieckim zgrupowaniom pancernym dostania się na tyły 6 i 26 Armii”, według Iwana Bagramiana .
Po rozmowie z dowódcą frontu i jego sztabem Gieorgij Żukow rozkazał odwołanie tych rozkazów i dwie godziny później wydał nowe rozkazy o ponowieniu ataku. Doprowadziło to do jeszcze większego zamieszania, co było typowe dla radzieckiego dowództwa podczas bitwy w rejonie Dubno – Łuck – Brody. Rokossowski, który dowodził 9 Korpusem Zmechanizowanym atakującym od północy sprzeciwił się nowym rozkazom uważając, że „otrzymaliśmy rozkaz o przeprowadzeniu kontrataku. Jednakże wojska przeciwnika były liczniejsze od naszych i wziąłem na siebie całkowitą odpowiedzialność rozkazując o wstrzymaniu ofensywy i starciu się z przeciwnikiem w przygotowanych pozycjach obronnych” . W tym samym czasie Riabyszew, dowodzący 8 Korpusem Zmechanizowanym, posłuchał rozkazu i wznowił kontratak.
Wydaje się, że Riabyszew zajmował to samo stanowisko, co Żukow – gdyby kontratak był kontynuowany agresywnie i bez opóźnień Rosjanie mogliby odnieść większe sukcesy. Jednakże dalsze wydarzenia wydają się bronić stanowisko Kirponosa, który uważał, że atak był zbyt przedwczesny i mógł zdestabilizować cały front. Wkrótce po tym jak radziecki atak został powstrzymany całkowite dowództwo nad połączonymi siłami Frontu Południowo-Zachodniego i Południowego zostało przekazane Siemionowi Budionnemu. Do katastrofy doszło podczas bitwy pod Humaniem – do niewoli trafiło ponad 100 000 radzieckich żołnierzy, kiedy radzieckie 6 i 12 Armia zostały okrążone po ponownym ataku Grupy Armii „Południe” przeprowadzonym w kierunku południowym z pozycji, które zajęła podczas walk o Dubno. Kirponos przewidział zagrożenie, jakim było niemieckie kontruderzenie spod Dubna podczas rozmów z Żukowem.
Konfrontacja pomiędzy Kirponosem a Żukowem doprowadziła to tego, że Żukow powiedział komisarzowi politycznemu Frontu Południowo-Zachodniego, Nikicie Chruszczowowi, „wydaje mi się, że wasz dowódca (Kirponos) jest niestety mięczakiem”. Było to oskarżenie, przed którym Kirponos nigdy nie mógł się wytłumaczyć, ponieważ zginął podczas bitwy o Kijów, po tym jak stolica Ukrainy została okrążona przez Niemców.

## Podsumowanie
Bitwa pomiędzy niemiecką 1 Grupą Pancerną i radzieckimi korpusami zmechanizowanymi była jedną z najbardziej krwawych podczas całej inwazji, trwając cztery pełne dni. Rosjanie walczyli zaciekle, zaś załogi niemieckich czołgów i dział przeciwpancernych odkryły ku swemu przerażeniu, że nowo wyprodukowane T-34 były prawie całkowicie odporne na ich ostrzał. Nowe radzieckie czołgi KW-1 i KW-2 były całkowicie odporne na jakiekolwiek niemieckie działa przeciwpancerne, jednak linie zaopatrzeniowe Armii Czerwonej zostały całkowicie zniszczone z powodu ataków Luftwaffe.
Niemieckie eskadry bombowe (Kampfgeschwader), a mianowicie KG 51, KG 54 i KG 55 przeprowadziły ogromną liczbę ataków z niskiego pułapu na radzieckie oddziały lądowe. Kwatera główna radzieckiego 15 Korpusu Zmechanizowanego została zniszczona, a jej dowódca, gen. mjr Ignacy „Hnat” Karpezo, został bardzo ciężko ranny. Samoloty Luftwaffe zniszczyły około 201 radzieckich czołgów w tym rejonie.
Pięć radzieckich korpusów było pod ciągłymi atakami podczas koncentrowania się w duże zgrupowania bojowe. Niemieccy żołnierze izolowali poszczególne jednostki i niszczyli je. W tym samym czasie Luftwaffe przeczesywała pole bitwy odcinając jednostki piechoty i pozbawiając je możliwości uzupełnienia paliwa i amunicji . Ostatecznie z powodu braku odpowiedniego planu i koordynacji radziecki kontratak pod Dubnem zakończył się porażką.

## Po bitwie
1 Grupa Pancerna poniosła poważne straty podczas walk wokół Dubna, w szczególności tracąc wiele swoich czołgów, jednak była w stanie kontynuować operacje. Rosjanie ponieśli także ciężkie straty, co spowodowało, że większość ich jednostek nie była w stanie kontynuować działań bojowych. Ten obronny sukces Niemców pozwolił im na kontynuowanie swojej ofensywy, nawet jeżeli została ona chwilowo zatrzymana przez zaciekłość radzieckich kontrataków.